# Bruchophagus virginicus
Bruchophagus virginicus är en stekelart som först beskrevs av Girault 1915.  Bruchophagus virginicus ingår i släktet Bruchophagus och familjen kragglanssteklar. Inga underarter finns listade.